# José Luís Nogueira de Brito
José Luís Nogueira de Brito GOC • GCC • GCM (Barcelos, Barcelos, 13 de Janeiro de 1938) é um jurista e político português.

## Biografia
É filho de Eurípedes Eleazar de Brito, natural de Vila Praia de Âncora, e de sua mulher Maria do Céu Nogueira, de Ponte de Lima.
Frequentou o Liceu Nacional de Braga e licenciou-se em Direito na Faculdade de Direito da Universidade de Coimbra, em 1961.
Tendo iniciado a sua carreira como técnico superior do Centro de Estudos do Ministério das Corporações, foi também assistente no Instituto de Estudos Sociais, atual ISCTE - Instituto Universitário de Lisboa, e no Instituto Superior de Ciências Económicas e Financeiras, atual ISEG.
Com a chegada de Marcello Caetano a Presidente do Conselho, Nogueira de Brito foi nomeado Subsecretário de Estado do Trabalho e da Previdência (1969-1972) e, subsequentemente, Secretário de Estado do Urbanismo e Habitação (1972-1974). Nesse sentido participou nos processos legislativos respeitantes à revisão do regime jurídico do contrato de trabalho, da duração do trabalho, das relações coletivas de trabalho, dos organismos representativos de patrões e trabalhadores, bem como do lançamento da previdência rural, mudanças então introduzidas e que foram muito significativas durante a Primavera Marcelista.
Depois do 25 de abril de 1974 dedicou-se à advocacia, designadamente de organizações corporativas como a Associação dos Industriais de Moagem; a Federação das Indústrias de Óleos Vegetais, Derivados e Equiparados; a Associação dos Industriais de Tintas e Vernizes; e a Associação dos Industriais de Panificação do Algarve; bem como consultor jurídico da Confederação da Indústria Portuguesa. Também lecionou Direito Empresarial e Direito da Segurança Social, na Universidade Livre de Lisboa e na Universidade Lusíada de Lisboa, respetivamente.
Em 1981 passou a fazer parte do Conselho de Administração do Banco de Portugal. Em 1984 foi nomeado vogal do Conselho Superior de Acção Social. Em 1989 passou a integrar o Conselho de Administração da Jerónimo Martins, tornando-se presidente da respectiva Comissão Executiva, em 1966. Integra desde 2006 a lista de árbitros presidentes do Conselho Económico e Social.
Também na década de 1980 regressou à política, como militante do Centro Democrático Social. Foi deputado à Assembleia da República, pelo Círculo de Braga (1983-1995), vice-presidente da Comissão Política, presidente do Conselho Nacional e do Grupo Parlamentar do CDS.
A 23 de setembro de 1989, durante uma viagem à Jamba, base de atuação da UNITA, Nogueira de Brito sofreu um acidente de avião no trajeto entre um congresso extraordinário da organização e um encontro com Sam Nujoma, máximo dirigente da SWAPO na Namíbia. Acompanhado por outros dois deputados — João Soares, do PS, e Rui Gomes da Silva, do PSD — os três viajantes viram o Cessna pilotado por Joaquim Augusto da Silva embater numa árvore e despenhar-se, ficando em chamas. Ao contrário de João Soares, que sofreu lesões graves, Nogueira de Brito e Rui Gomes da Silva sofreram apenas ferimentos ligeiros.
Foi agraciado com o grau de Grande-Oficial da Ordem Militar de Cristo a 4 de abril de 1972, tendo sido elevado a Grã-Cruz da mesma Ordem, a 24 de janeiro de 1973, pelo presidente Américo Tomás; e foi agraciado com a Grã-Cruz da Ordem do Mérito a 9 de Junho de 1995, por Mário Soares.
Casou em Braga, no Santuário do Sameiro, a 29 de junho de 1963, com Marina Brum Lopes Prieto (Braga, São Vicente, 13 de novembro de 1937), de quem tem uma filha e três filhos.